# Sampuru
Sampuru (サンプル? derivato dall'inglese sample, "modello") (o anche shokuhin sampuru, “modelli di cibo”) è il nome comunemente assegnato a riproduzioni perfette di piatti cucinati, esposte principalmente nelle vetrine dei ristoranti giapponesi.  col tempo sono divenuti una produzione artigianale oggetto di collezionismo.

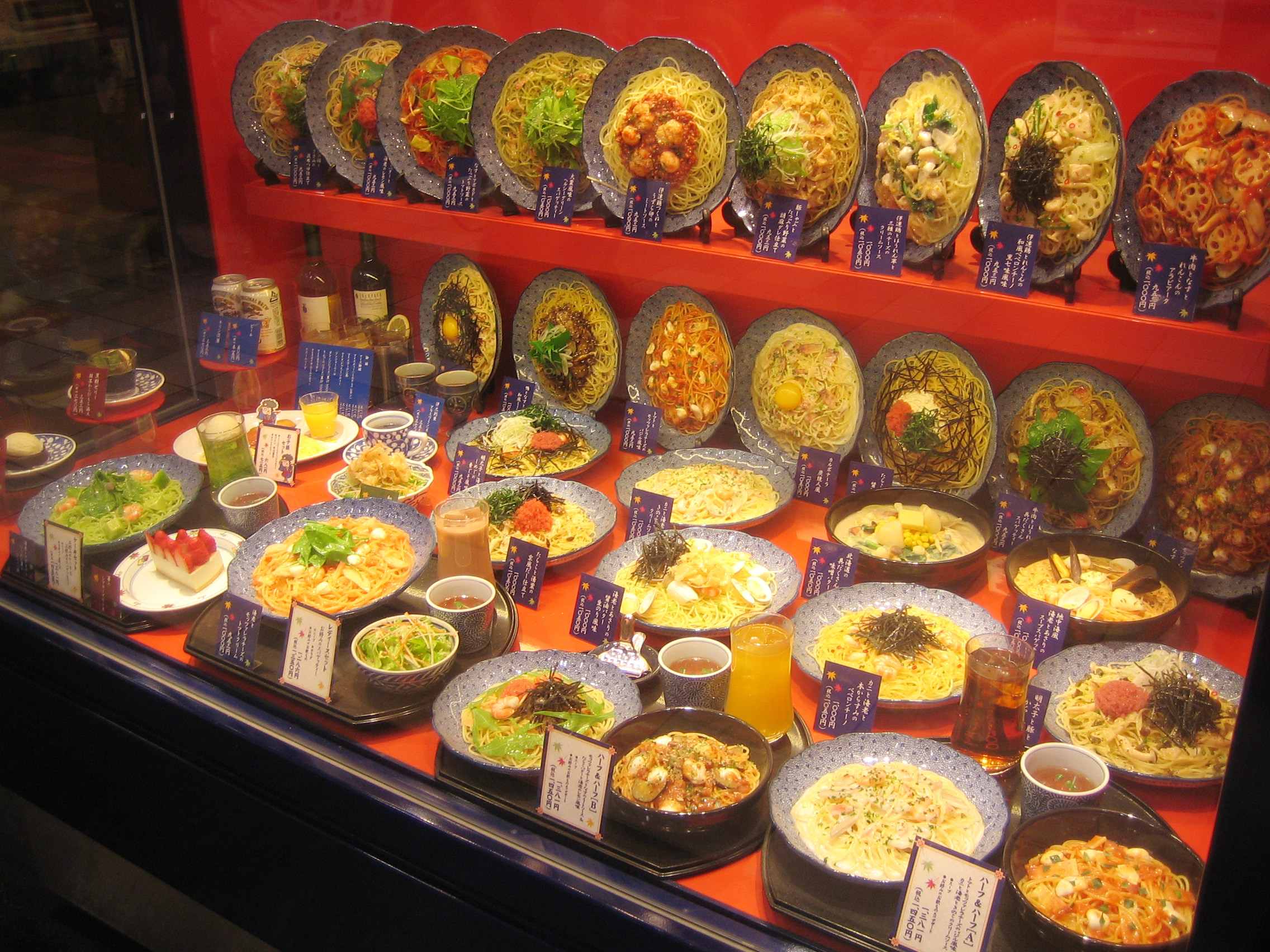
Vetrina di sampuru

Molto realistici, questi modelli sono nati dall'esigenza di creare appetito attraverso uno stimolo visivo, nonché di rendere i menù più comprensibili in particolare ai turisti.

## Storia

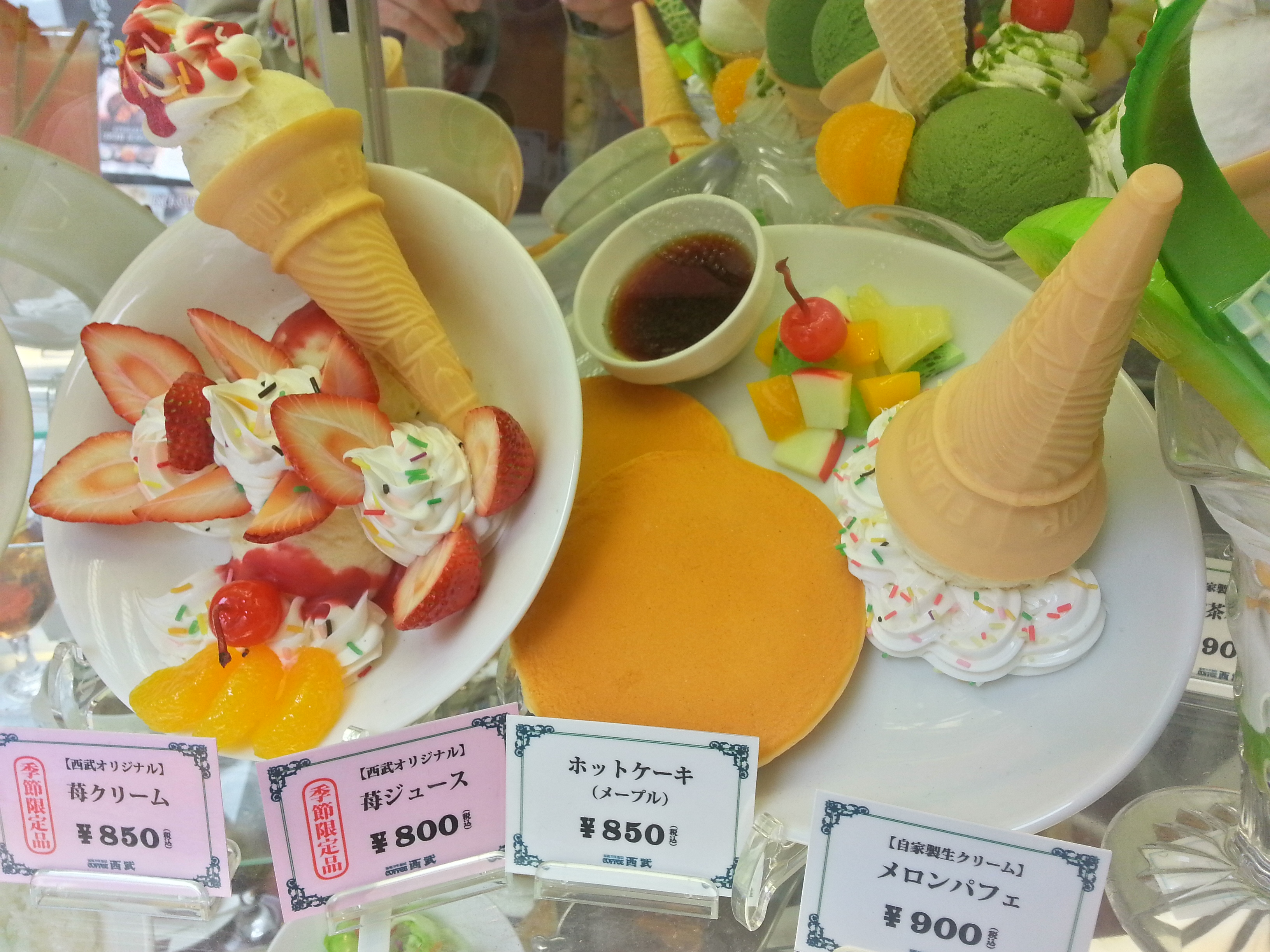
Sampuru di gelati in cono

Il sampuru è stato creato nel 1932, ad opera del maestro Takizo Iwasaki, che ha realizzato il primo prototipo di omelette di riso in cera. Oggi, queste riproduzioni sono tutte rigorosamente in polivinilcloruro e possono essere trovate e acquistate, a Tokyo, nella via chiamata Kappabashi-dōri o Kitchen Town, interamente dedicata alla cucina.
Considerati come opere d'arte, nel 1980, alcuni sampuru sono stati esposti al Victoria and Albert Museum di Londra.

## Produttori disampuru
I principali attori di questo settore sono:
- Iwasaki Be-I, azienda che fornisce circa 20.000 locali e produce circa 27.000 prodotti all'anno[3].
- Maiduru (Maizuru)